# Amnirana albolabris
Amnirana albolabris és una espècie de granota que viu a Angola, Camerun, República Centreafricana, República del Congo, República Democràtica del Congo, Costa d'Ivori, Guinea Equatorial, el Gabon, Ghana, Guinea, Kenya, Libèria, Nigèria, Sierra Leona, Tanzània, Togo, Uganda i, possiblement també, a Burundi i Ruanda.